# Polynema bergi
Polynema bergi är en stekelart som beskrevs av William Harris Ashmead 1905. Polynema bergi ingår i släktet Polynema och familjen dvärgsteklar.
Artens utbredningsområde är Turkmenistan. Inga underarter finns listade i Catalogue of Life.